# Jacob Bertrand
Jacob Bertrand, född 6 mars 2000 i Los Angeles, Kalifornien, är en amerikansk skådespelare. Han började sin karriär som barnskådespelare i filmen Duress från 2009 samt att han spelade gästroller i TV-serier som The Cape och The Middle. Han är även känd för att ha medverkat i Disney XD-serien Kirby Buckets och för sin roll som Jack Malloy i Disney Channel-filmen The Swap samt för sin roll som Eli Moskowitz/Hawk i Youtubeserien Cobra Kai.